# 鬼滅之刃 竈門炭治郎 立志篇
《鬼滅之刃 竈門炭治郎 立志篇》是日本電視動畫《鬼滅之刃》的第一季，改編自漫畫家吾峠呼世晴創作的漫畫系列《鬼滅之刃》的第一卷至第七卷（漫畫第1話至第53話），於2019年4月至9月播放
，由外崎春雄執導，ufotable編劇。下啟動畫電影《無限列車篇》。
此外，第一季也推出5部特別編集版，為部分集數合併，分別是《兄妹之絆》（第1至第5集合集）、《浅草篇》（第6至第10集合集）、《鼓之宅院篇》（第11至第14集合集）、《那田蜘蛛山篇》（第15至第21集合集）與《柱合會議・蝴蝶屋篇》（第22至第26集合集）。

## 劇情
在日本的大正時代中，有一位名叫竈門炭治郎、個性平凡、善良並以炭業為生的農家少年。炭治郎在身為一家之主的父親過世而且家中還有母親及一群年幼弟妹的情況下，他繼承亡父所留下的炭業工作支撐一家七口在山上過著樸實生活也靠著賣炭來維持生計。
原本這種幸福的生活會永遠持續下去，某天炭治郎做完生意返家時天色已暗，一位居住在山中的男子三郎要求炭治郎待在他家中居住一晚，還跟炭治郎解釋有鬼出沒的消息。起初炭治郎以為鬼不會存在，直至隔天早上他返家後發現他的家人慘遭殺害已經身亡多時，而大妹禰豆子雖然倖存可是卻變成鬼。鬼殺隊的成員富岡義勇見狀後本欲斬殺禰豆子，但他在見識到炭治郎與禰豆子的親情後，他推薦炭治郎拜鱗瀧左近次為師，炭治郎經過兩年的訓練學會對抗鬼的方法，他通過考驗加入鬼殺隊。禰豆子因鱗瀧的暗示而把所有人類當作家人和必須保護的對象，協助炭治郎對抗傷害人類的惡鬼。
炭治郎完成首次斬殺在西北的城鎮上作亂的沼鬼的任務後又接到任務前往淺草，他在途中他聞到當年他的家人被殺害時所遺留的殘留氣味，炭治郎追尋氣味來源下，他接觸和最初的鬼也就是殺害他的家人並且把妹妹禰豆子變成鬼的兇手──活過千年的鬼王鬼舞辻無慘，而且無慘偽裝人類來隱瞞他的真實身分。之後炭治郎結識與無慘產生對立的醫師鬼珠世和其助手愈史郎卻遭遇到鬼舞辻所派來的刺客朱紗丸與矢琶羽的攻擊。在解除危機後炭治郎決定與珠世建立起合作關係，他答應珠世一定會收集隸屬無慘的直屬部下「十二鬼月」成員的的血液，好讓她能夠研發出可以讓被鬼舞辻給變成鬼的人類能夠恢復原狀的解藥。
之後炭治郎接到新任務後前往傳說中有吃人鬼出沒的鼓鬼之家展開狩獵鬼的任務，他接續遇見同期的鬼殺隊隊士我妻善逸與嘴平伊之助，炭治郎在鼓鬼之家的屋外發現有兩個孩子表情十分恐慌於是前來關心後，並且得知他們的哥哥被惡鬼給抓進屋內，決定救人進入屋裡的炭治郎一行人卻陷入包含原十二鬼月的成員「下弦之陸」響凱在內幾個惡鬼為爭奪擁有稀有血統的人而互相殘殺的亂鬥，炭治郎一行人經過激烈的打鬥下，他們順利完成討伐鬼的任務，而善逸和伊之助在討伐惡鬼後加入炭治郎的行列。炭治郎在結識善逸和伊之助後前去那田蜘蛛山去支援與「下弦之伍」累的對戰。炭治郎在善逸和伊之助身處危險中、自己跟「下弦之伍」累的戰鬥中身處不利之際使出他家所祖傳的呼吸法「火之神神樂」以及禰豆子覺醒的血鬼術一度扭轉頹勢，最終在義勇與「蟲柱」胡蝶忍的助陣下取勝。但是炭治郎由於帶著鬼化的禰豆子作戰的緣故，他們被押送往產屋敷耀哉的宅邸進行鬼殺隊之柱的審判，不過產屋敷已經認可炭治郎和禰豆子是鬼殺隊隊員的事並且准許他們繼續為鬼殺隊效命。炭治郎一行人在恢復後接受特訓訓練來提升自己的實力前往無限列車執行滅鬼任務。

## 登場角色
| 角色名稱                                     | 配音員                                           | 配音員                                    | 配音員                                | 配音員   | 配音員                                         | 配音員                | 備註      |
| 角色名稱                                     | 日本                                             | 臺灣                                      | 中国大陆                              | 香港     | 香港                                           | 美国                  | 備註      |
| 角色名稱                                     | 日本                                             | 臺灣                                      | 中国大陆                              | Viu版本  | TVB版本                                        | 美国                  | 備註      |
| 主要角色                                     | 主要角色                                         | 主要角色                                  | 主要角色                              | 主要角色 | 主要角色                                       | 主要角色              | 主要角色  |
| -------------------------------------------- | ------------------------------------------------ | ----------------------------------------- | ------------------------------------- | -------- | ---------------------------------------------- | --------------------- | --------- |
| 竈門炭治郎                                   | 花江夏樹                                         | 錢欣郁                                    | 星潮                                  | 張振熙   | 曹啟謙                                         | Zach Aguilar          |           |
| 竈門炭治郎                                   | 佐藤聰美                                         | 錢欣郁                                    | 幽舞越山                              | 陳姻岐   | 雷碧娜                                         | Allegra Clark         | 童年時期  |
| 竈門禰豆子                                   | 鬼頭明里                                         | 連婉鈞                                    | 沈念如                                | 楊婉潼   | 成瑤孆                                         | Abby Trott            |           |
| 我妻善逸                                     | 下野紘                                           | 江志倫                                    | 李蘭陵                                | 杜景煜   | 陳灝瑋                                         | Aleks Le              |           |
| 嘴平伊之助                                   | 松岡禎丞                                         | 陳彥鈞                                    | 皇貞季                                | 陳啟熾   | 黃啟昌                                         | Bryce Papenbrook      |           |
| 富岡義勇 （水柱）                            | 櫻井孝宏                                         | 陳彥鈞                                    | 趙毅                                  | 郭俊廷   | 李致林                                         | Johnny Yong Bosch     |           |
| 鬼殺隊「柱」                                 |                                                  |                                           |                                       |          |                                                |                       |           |
| 胡蝶忍 （蟲柱）                              | 早見沙織                                         | 馮嘉德                                    | 龜娘                                  | 植婉雯   | 黃昕瑜                                         | Erika Harlacher       |           |
| 煉獄杏壽郎 （炎柱）                          | 日野聰                                           | 蔣鐵城                                    | 齊斯伽                                | 梁皓翔   | 關令翹                                         | Mark Whitten          |           |
| 宇髓天元 （音柱）                            | 小西克幸                                         | 于正昇                                    | 楊天翔                                | 麥皓豐   | 麥皓豐                                         | Ray Chase             |           |
| 時透無一郎 （霞柱）                          | 河西健吾                                         | 馮嘉德                                    | 馬正陽                                |          | 黃積權                                         | Griffin Burns         |           |
| 甘露寺蜜璃 （戀柱）                          | 花澤香菜                                         | 錢欣郁                                    | 沈念如                                | 石梓晴   | 何璐怡                                         | Kira Buckland         |           |
| 伊黑小芭內 （蛇柱）                          | 鈴村健一                                         | 江志倫                                    | 陳張太康                              | 黃龍傑   | 鍾見麟                                         | Erik Scott Kimerer    |           |
| 不死川實彌 （風柱）                          | 關智一                                           | 陳彥鈞                                    | 郝祥海                                | 周倚天   | 李鎮然                                         | Kaiji Tang            |           |
| 悲鳴嶼行冥 （岩柱）                          | 杉田智和                                         | 黃天佑                                    | 圖特哈蒙                              | 何家裕   | 陳卓智                                         | Crispin Freeman       |           |
| 鬼殺隊士                                     |                                                  |                                           |                                       |          |                                                |                       |           |
| 栗花落香奈乎                                 | 上田麗奈                                         | 連婉鈞                                    | 阎么么                                | 何凱怡   | 凌晞                                           | Brianna Knickerbocker |           |
| 不死川玄彌                                   | 岡本信彥                                         | 蔣鐵城                                    | 刘明月                                | 陳成港   | 陳耀楠                                         | Zeno Robinson         |           |
| 胡蝶香奈惠                                   | 茅野愛衣                                         | 林美秀                                    | 葉知秋                                | 陳子瑩   | 詹健兒                                         | Bridget Hoffman       |           |
| 村田                                         | 宮田幸季                                         | 蔣鐵城                                    | 李輕揚                                | 張添勝   | 胡家豪                                         | Khoi Dao              |           |
| 神崎葵                                       | 江原裕理                                         | 錢欣郁                                    | 趙雙                                  | 梁珮瑤   | 羅孔柔                                         | Reba Buhr             |           |
| 尾崎                                         | 東城日沙子                                       | 馮嘉德                                    | 黑特                                  | 廖欣怡   | 詹健兒                                         | Dorothy Fahn          |           |
| 前輩隊員                                     | 坂泰斗                                           | 江志倫                                    | 柳真顏                                | 林筠翔   | 李安邦                                         |                       |           |
| 鬼殺隊「隱」                                 |                                                  |                                           |                                       |          |                                                |                       |           |
| 後藤                                         | 古川慎                                           | 于正昇                                    | 林帽帽                                | 郭湛深   | 陳耀楠                                         |                       | [ 註 1 ]  |
| 女性隱                                       | 東城日沙子                                       | 連婉鈞                                    | 葉知秋                                | 莫曉晴   | 陳琴雲                                         | Jennie Kwan           | [ 註 1 ]  |
| 產屋敷家                                     |                                                  |                                           |                                       |          |                                                |                       |           |
| 產屋敷耀哉                                   | 森川智之                                         | 蔣鐵城                                    | 姜廣濤                                | 何偉誠   | 雷霆                                           | Matthew Mercer        |           |
| 產屋敷輝利哉                                 | 悠木碧                                           | 錢欣郁                                    | 趙雙                                  | 顧詠雪   | 詹健兒                                         | Christine Cabanos     | [ 註 2 ]  |
| 產屋敷彼方                                   | 井澤詩織                                         | 連婉鈞                                    | 姜英俊                                | 羅婉楓   | 劉惠雲                                         | Mela Lee              | [ 註 3 ]  |
| 產屋敷雛衣                                   | 花守由美里                                       | 馮嘉德                                    | 姜英俊                                | 陳子瑩   | 張頌欣                                         | Kimberly Woods        | [ 註 4 ]  |
| 產屋敷日香                                   | 小澤亞李                                         | 錢欣郁                                    | 姜英俊                                | 梁珮瑤   | 林元春                                         | Brianna Knickerbocker | [ 註 4 ]  |
| 蝴蝶屋                                       |                                                  |                                           |                                       |          |                                                |                       |           |
| 寺內清                                       | 山下七海                                         | 馮嘉德                                    | 姜英俊                                | 廖杏茵   | 陳皓宜                                         | Jackie Lastra         |           |
| 中原澄                                       | 真野步                                           | 連婉鈞                                    | 黑特                                  | 楊頴詩   | 葉曉欣                                         | Michelle Marie        |           |
| 高田菜穗                                     | 桑原由氣                                         | 錢欣郁                                    | 幽舞越山                              | 李明心   | 劉惠雲                                         | Kimberly Woods        |           |
| 鬼殺隊培育者                                 |                                                  |                                           |                                       |          |                                                |                       |           |
| 鱗瀧左近次                                   | 大塚芳忠                                         | 李香生                                    | 李璐                                  | 黃志明   | 招世亮                                         | Brook Chalmers        |           |
| 桑島慈悟郎                                   | 千葉繁                                           | 林谷珍                                    | 李銚                                  | 盧傑群   | 陳永信                                         | John DeMita           | [ 註 5 ]  |
| 培育者弟子                                   |                                                  |                                           |                                       |          |                                                |                       |           |
| 錆兔                                         | 梶裕貴                                           | 宋昱璁                                    | 陳張太康                              | 嚴鎮華   | 李凱傑                                         | Max Mittelman         |           |
| 真菰                                         | 加隈亞衣                                         | 林美秀                                    | 闫夜桥                                | 何寶珊   | 陳皓宜                                         | Ryan Bartley          |           |
| 獪岳                                         | 細谷佳正                                         | 陳彥鈞                                    | 塗小鴉                                | 袁德基   | 張方正                                         | Alejandro Saab        | [ 註 6 ]  |
| 刀匠村                                       |                                                  |                                           |                                       |          |                                                |                       |           |
| 鋼鐵塚螢                                     | 浪川大輔                                         | 黃天佑                                    | 瞳音                                  | 李家傑   | 鄧志堅                                         | Robbie Daymond        |           |
| 鐵穴森鋼藏                                   | 竹本英史                                         | 江志倫                                    | 陳思宇                                | 竺諺鴻   | 劉奕希                                         | Kyle Hebert           |           |
| 反鬼派                                       |                                                  |                                           |                                       |          |                                                |                       |           |
| 珠世                                         | 坂本真綾                                         | 馮嘉德                                    | 山新                                  | 陳雪瑩   | 曾秀清                                         | Laura Post            |           |
| 愈史郎                                       | 山下大輝                                         | 江志倫                                    | 胡霖                                  |          | 李安邦                                         | Kyle McCarley         |           |
| 鬼王和十二鬼月                               |                                                  |                                           |                                       |          |                                                |                       |           |
| 鬼舞辻無慘 （鬼王）                          | 關俊彥                                           | 于正昇                                    | 夏磊                                  | 陳健豪   | 蘇強文                                         | Greg Chun             |           |
| 魘夢 （下弦之壹）                            | 平川大輔                                         | 劉傑                                      | 姜廣濤                                | 周良鴻   | 梁偉德                                         | Landon McDonald       | [ 註 7 ]  |
| 轆轤 （下弦之貳）                            | 楠大典                                           | 陳彥鈞                                    | 楊默                                  | 陳力航   | 蕭徽勇                                         | Ray Chase             | [ 註 8 ]  |
| 病葉 （下弦之參）                            | 保志總一朗                                       | 江志倫                                    | 塗小鴉                                | 孫國統   | 胡家豪                                         | Stefan Martello       | [ 註 9 ]  |
| 零余子 （下弦之肆）                          | 植田佳奈                                         | 馮嘉德                                    | 常蓉珊                                | 簡森     | 陳琴雲                                         | Kira Buckland         | [ 註 10 ] |
| 累 （下弦之伍）                              | 內山昂輝                                         | 賈文安                                    | 彭尧                                  | 李震權   | 黃積權                                         | Billy Kametz          |           |
| 釜鵺 （下弦之陸）                            | KENN                                             | 蔣鐵城                                    | 郝祥海                                | 潘昀雋   | 李凱傑                                         | Alan Lee              | [ 註 11 ] |
| 其他鬼                                       |                                                  |                                           |                                       |          |                                                |                       |           |
| 佛堂鬼                                       | 綠川光                                           | 歐祖豪                                    | 傅晨陽                                | 陳漢祺   | 梁偉德                                         | Ben Diskin            |           |
| 手鬼                                         | 子安武人                                         | 馬伯強                                    | 胡霖                                  | 蘇裕邦   | 鍾見麟                                         | Kirk Thornton         |           |
| 手鬼                                         | 豐崎愛生                                         | 林美秀                                    | 黑特                                  |          | 陸惠玲                                         | Jessica DiCicco       | 童年時期  |
| 沼鬼                                         | 木村良平                                         | 梁興昌                                    | 郭浩然                                | 黃榮璋   | 麥皓豐                                         | Sean Chiplock         |           |
| 朱紗丸 （手毬鬼）                            | 小松未可子                                       | 雷碧文                                    | 叶知秋                                | 顧詠雪   | 張頌欣                                         | Sarah Ann Williams    |           |
| 矢琶羽 （箭頭鬼）                            | 福山潤                                           | 孟慶府                                    | 林帽帽                                | 伍博民   | 關令翹                                         | Xander Mobus          |           |
| 響凱 （鼓鬼）                                | 諏訪部順一                                       | 吳文民                                    | 傅晨陽                                | 鄧燦陽   | 劉奕希                                         | Steve Blum            |           |
| 舌頭鬼                                       | 新垣樽助                                         | 于正昇                                    | 李輕揚                                |          | 李致林                                         |                       |           |
| 肥胖鬼                                       | 川原慶久                                         | 李香生                                    | 邢子皓                                |          | 陳卓智                                         |                       |           |
| 蜘蛛鬼家族                                   |                                                  |                                           |                                       |          |                                                |                       |           |
| 蜘蛛鬼母親                                   | 小清水亞美                                       | 穆宣名                                    | 閻麼麼                                | 莊巧兒   | 劉惠雲                                         | Allegra Clark         |           |
| 蜘蛛鬼哥哥                                   | 森久保祥太郎                                     | 黃天佑                                    | 劉明月                                | 黃尉斯   | 李凱傑                                         | 德雷克·史蒂芬·普林斯  |           |
| 蜘蛛鬼姊姊                                   | 白石涼子                                         | 連婉鈞                                    | 閆夜橋                                | 成樂怡   | 葉曉欣                                         | Erica Lindbeck        |           |
| 蜘蛛鬼父親                                   | 稻田徹                                           | 林谷珍                                    | 楊默                                  | 盧澤民   | 葉振聲                                         | Kellen Goff           |           |
| 蜘蛛鬼大姐                                   | 伊藤加奈惠                                       | 穆宣名                                    | 黑特                                  | 姜嘉蕾   | 魏惠娥                                         |                       |           |
| 竈門家                                       |                                                  |                                           |                                       |          |                                                |                       |           |
| 竈門炭十郎                                   | 三木真一郎                                       | 黃天佑                                    | 陳思宇                                | 楊耀泰   | 李錦綸                                         | Kirk Thornton         |           |
| 竈門葵枝                                     | 桑島法子                                         | 馮嘉德                                    | 常蓉珊                                | 羅婉楓   | 梁少霞                                         | Dorothy Fahn          |           |
| 竈門竹雄                                     | 大地葉                                           | 馮嘉德                                    | 葉知秋                                | 成樂怡   | 劉惠雲                                         | Michelle Ruff         |           |
| 竈門花子                                     | 小原好美                                         | 錢欣郁                                    | 閆夜橋                                | 楊穎詩   | 葉曉欣                                         | Ryan Bartley          |           |
| 竈門茂                                       | 本渡楓                                           | 連婉鈞                                    | 閻麼麼                                | 梁珮瑤   | 魏惠娥                                         | Jessica DiCicco       |           |
| 其他親屬                                     |                                                  |                                           |                                       |          |                                                |                       |           |
| 嘴平琴葉                                     | 能登麻美子                                       | 錢欣郁                                    | 閆夜橋                                | 姜嘉蕾   | 鄭麗麗                                         | Jennie Kwan           | [ 註 12 ] |
| 鎹鴉                                         |                                                  |                                           |                                       |          |                                                |                       |           |
| 天王寺松衛門 （炭治郎的鎹鴉）                | 山崎巧                                           | 江志倫                                    | 叮噹                                  | 張添勝   | 張方正                                         | Doug Erholtz          | [ 註 13 ] |
| 啾太郎／五加木 （善逸的鎹雀）                | 石見舞菜香                                       | 錢欣郁                                    | 山新                                  | 楊穎詩   | 羅孔柔                                         | Abby Trott            | [ 註 14 ] |
| 其他鎹鴉                                     | 高木渉 檜山修之                                  | 賈文安 于正昇                             | 王扶搖 凌睿                           | 翁兆德   | 招世亮 潘文柏                                  | Doug Erholtz          |           |
| 其他角色《兄妹之絆》（第1－5集）             |                                                  |                                           |                                       |          |                                                |                       |           |
| 三郎                                         | 寺杣昌紀                                         | 黃天佑                                    | 李銚                                  | 周凱榮   | 潘文柏                                         | Jake Eberle           |           |
| 村民                                         | 秋保佐永子 高橋伸也 外崎友亮 長谷川芳明 杉山里穗 | 馮嘉德 黃天佑 連婉鈞 宋昱璁 錢欣郁 陳彥鈞 | 邢子皓 金琪 林帽帽 常容珊 瞳音 葉知秋 |          | 沈小蘭 梁偉德 陳欣 陸惠玲 李安邦 謝潔貞 招世亮 |                       |           |
| 農夫                                         | 高橋伸也                                         | 陳彥鈞                                    |                                       |          | 陳欣                                           |                       |           |
| 農家女                                       | 杉山里穗                                         | 連婉鈞                                    |                                       |          | 魏惠娥                                         |                       |           |
| 藤襲山之鬼                                   | 鶴岡聰 福島潤 天崎滉平 小林親弘 林勇             | 宋昱璁 蔣鐵城 江志倫                      |                                       |          | 麥皓豐 胡家豪                                  |                       |           |
| 最終選拔考生                                 | 長谷川芳明                                       | 宋昱璁                                    |                                       |          | 張方正                                         |                       |           |
| 手鬼的哥哥                                   | 小市真琴                                         | 江志倫                                    | 汪鈺                                  |          | 黃麗芳                                         | Abby Trott            |           |
| 其他角色《淺草篇》（第6－10集）              |                                                  |                                           |                                       |          |                                                |                       |           |
| 和巳                                         | 酒井廣大                                         | 鍾少庭                                    | 李輕揚                                | 潘昀雋   | 胡家豪                                         | Lucien Dodge          |           |
| 時江                                         | 冨岡美沙子                                       | 連婉鈞                                    | 汪鈺                                  |          | 羅孔柔                                         | Xanthe Huynh          |           |
| 西北方鎮民                                   | 杉山里穗 佐藤花 高橋伸也                         | 連婉鈞 錢欣郁 梁興昌                      |                                       |          | 劉惠雲 沈小蘭 雷霆                             |                       |           |
| 里子的雙親                                   | 高橋伸也 杉山里穗                                | 蔣鐵城 連婉鈞                             |                                       |          | 張錦江 陸惠玲                                  |                       |           |
| 時江的母親                                   | 佐藤花                                           | 錢欣郁                                    |                                       |          | 梁少霞                                         |                       |           |
| 豐（烏龍麵店老闆）                           | 岩田光央                                         | 孟慶府                                    | 邢子皓                                | 周鑫霆   | 鄧志堅                                         | Frank Todaro          |           |
| 麗（鬼舞辻的妻子）                           | 皆口裕子                                         | 連婉鈞                                    | 常蓉珊                                | 黃瑩瑩   | 林元春                                         | Kirsten Day           |           |
| 鬼舞辻的女兒                                 | 白石晴香                                         | 錢欣郁                                    | 黑特                                  |          | 凌晞                                           | Xanthe Huynh          |           |
| 淺草夫妻                                     | 杉山里穗 外崎友亮                                | 錢欣郁 江志倫                             |                                       |          | 陳琴雲                                         |                       |           |
| 警官群                                       | 長谷川芳明 手塚弘道 拝真之介                     | 孟慶府 陳彥鈞 江志倫                      |                                       |          | 劉奕希 陳耀楠                                  |                       |           |
| 阿矢                                         | 井上宝                                           | 江志倫                                    |                                       |          | 張方正                                         |                       |           |
| 阿矢的哥哥                                   | 高橋伸也                                         | 陳彥鈞                                    |                                       |          | 陳卓智                                         |                       |           |
| 阿矢的嫂子                                   | 中惠光城                                         | 雷碧文                                    |                                       |          | 劉惠雲                                         |                       |           |
| 其他角色《鼓屋敷篇》（第11－14集）           |                                                  |                                           |                                       |          |                                                |                       |           |
| 阿清                                         | 土岐隼一                                         | 連婉鈞                                    | 鄧宥希                                | 陳曉嵐   | 袁淑珍                                         | Brandon Winckler      |           |
| 正一                                         | 市來光弘                                         | 劉如蘋                                    | 叮噹                                  | 黎皓宜   | 謝潔貞                                         | Michael Johnston      |           |
| 輝子                                         | 岡咲美保                                         | 錢欣郁                                    | 幽舞越山                              | 楊穎詩   | 陳皓宜                                         | Grace Lu              |           |
| 阿壽婆                                       | 谷育子                                           | 劉如蘋                                    | 金琪                                  | 姜麗儀   | 林丹鳳                                         | Barbara Goodson       |           |
| 被善逸求婚的少女                             | 高田憂希                                         | 連婉鈞                                    | 常蓉珊                                |          | 何璐怡                                         |                       |           |
| 垂死男性                                     | 外崎友亮                                         | 連婉鈞                                    | 王扶搖                                |          | 梁偉德                                         |                       |           |
| 響凱的編輯                                   | 高橋伸也                                         | 陳彥鈞                                    | 塗小鴉                                |          | 朱子聰                                         |                       |           |
| 醫生                                         | 高橋伸也                                         | 陳彥鈞                                    | 塗小鴉                                |          | 林國雄                                         |                       |           |
| 其他角色《那田蜘蛛山篇》（第15－21集）       |                                                  |                                           |                                       |          |                                                |                       |           |
| 鬼殺隊員                                     | 井上宝                                           | 賈文安                                    |                                       |          | 張方正                                         |                       |           |
| 過去的鬼殺隊員                               | 長谷川芳明 外崎友亮                              | 蔣鐵城 林谷珍                             |                                       |          | 梁偉德 關令翹                                  |                       |           |
| 累的父親                                     | 立花慎之介                                       | 江志倫                                    | 塗小鴉                                | 利耀堂   | 翟耀輝                                         | Kyle Hebert           |           |
| 累的母親                                     | 桑谷夏子                                         | 錢欣郁                                    | 閆夜橋                                | 陳子瑩   | 陸惠玲                                         | Bridget Hoffman       |           |
| 其他隱隊員                                   | 清水彩香 高橋伸也 長谷川芳明 外崎友亮            | 連婉鈞 賈文安 江志倫 陳彥鈞               |                                       |          | 劉奕希 梁偉德 胡家豪                           |                       |           |
| 其他角色《柱合會議・蝶屋敷篇》（第22－26集） |                                                  |                                           |                                       |          |                                                |                       |           |
| 人販子                                       | 堀井茶渡                                         | 黃天佑                                    | 楊默                                  |          | 李錦綸                                         |                       |           |
| 車站職員                                     | 高橋伸也                                         | 劉傑 蔣鐵城                               | 李輕揚 瞳音                           |          | 潘文柏 李安邦                                  |                       |           |

## 製作團隊
| 原著                       | 吾峠呼世晴                           |
| 監督                       | 外崎春雄                             |
| 人物設定 總作畫監督        | 松島晃                               |
| 次角色設計                 | 佐藤美幸、梶山庸子、菊池美花         |
| 道具設計                   | 小山将治                             |
| 美術設定                   | 木村雅廣                             |
| 概念藝術                   | 衛藤功二、矢中勝、竹内香純、樺澤侑里 |
| 攝影監督                   | 寺尾優一                             |
| 3D監督                     | 西脇一樹                             |
| 色彩設計                   | 大前祐子                             |
| 編集                       | 神野学                               |
| 音樂                       | 梶浦由記、椎名豪                     |
| 音樂製作                   | Aniplex                              |
| 監製                       | 三宅将典、高橋祐馬、藤尾明史、近藤光 |
| 製片人                     | 近藤光                               |
| 劇本統籌 腳本製作 動畫製作 | ufotable                             |
| 製作                       | Aniplex、集英社、ufotable            |

於2018年6月4日於《週刊少年Jump》上發布本作作品動畫消息。於2019年4月6日至9月28日期間播映。
2019年3月29日，在電視動畫播放前將特別上映版《鬼滅之刃 兄妹之絆》（日語：鬼滅の刃 兄妹の絆），於日本全國11間戲院展開為期兩週的限定上映，後因好評延長上映時間，內容是由電視動畫第1集至第5集合集所構成。此外全世界最快的首映於2019年3月19日東京的「新宿 Wald 9」舉辦。同年3月30日也在台灣台南的「翻轉動漫祭」中舉辦動畫先行上映會。
2020年10月17日在電視動畫推出特別上映版《鬼滅之刃 那田蜘蛛山篇》（日語：鬼滅の刃 那田蜘蛛山篇），內容由電視動畫第15集至第21集合集所構成。同年12月20日也在電視動畫推出特別上映版《鬼滅之刃 柱合會議蝶屋敷篇》（日語：鬼滅の刃 柱合会議・蝶屋敷編），內容由電視動畫第22集至第26集合集所構成。
2021年9月11日至9月23日為紀念動畫電影《無限列車篇》首次在電視首播，將一次性播放《竈門炭治郎 立志篇 特別編集版》，包含初次播放的特別編集版《鬼滅之刃 淺草篇》（日語：鬼滅の刃 浅草編），內容由電視動畫第6集至第10集合集所構成、《鬼滅之刃 鼓屋敷篇》（日語：鬼滅の刃 鼓屋敷編），內容由電視動畫第11集至第14集合集所構成。
導演是ufotable所屬的演出家外崎春雄，角色設計和總作畫監督也是ufotable的動畫師松島晃，二人負責該系列動畫的擔任製作。音樂方面，集結了梶浦由記、椎名豪等參加過不朽作品的作曲家。
本作是連續兩季度共26集的作品，會製作兩季度是認為有必要仔細繪製劇中角色的情緒和成長。ufotable過去都是創作兩季度分開播放的作品，所以這也是ufotable的第一個連續兩季度作品。因此在播放開始的前六個月，就已經完成數集的製作。此外，在聲優演出後，如果表演效果良好，有時會根據表演改變作畫。
本作腳本、演出、作畫、色彩、背景美術、攝影、CG等主體皆由ufotable社內人員製作。與該社自《空之境界》後的體制一樣，採社內完成絕大多數製作的體系，不執行一般電視動畫中所見的統包。
在鬼的聲優中，有著業界內知名的聲優參與。官方表示這是為了表達炭治郎是如何冒著生命危險面對這些鬼的，所以都請來知名的聲優擔任。

## 畫面
大正時代的描寫比原著更加強化，導演外崎春雄與工作人員討論了大正時代的形象畫面如何被描繪成動畫。和服的圖案不使用紋理，這是動畫作品的主流，它由工作人員以手工繪畫來表達。喜劇場景的面部表情沒有在角色設置中畫得太多，而是以原作為參考。水之呼吸的效果是葛飾北齋的波浪圖為印象，主要繪製部分的水沫以CG呈現。
在A部分和B部分之間的過場出現的插畫是由動畫師松島所繪製。在下集預告的內容是將原作單行本附錄的「大正小道消息」為主，會說明關於一些劇中沒講明的細部設定。其中14話、17話預告的內容，是來自單行本中卷末附贈番外「完全中學！！鬼滅學園物語」（日語：中高一貫!! キメツ学園物語）。
在第19集中，編舞家NAOKI負責由竈門炭治郎的父親所跳的「火之神神樂」的編舞和舞蹈。

## 音樂
配樂方面，由梶浦由記和椎名豪負責原聲創作，在梶浦部分一些獨奏聲樂是與音樂組合See-Saw的石川智晶一起合作的。與以前ufotable創作的作品一樣，會根據每個故事以「電影配樂」的方法作曲。梶浦主要創作主旋律和第1話及第2話的歌曲。從第3話開始，椎名一直以「電影配樂」的方法作曲為中心創作。到第18話為止，只有大約300首完整的歌曲被創作成完整的歌曲。
主題曲方面，片頭曲和片尾曲皆由LiSA負責演唱，並且兩季度全使用。這是動畫工作人員的希望，因為希望能通過一個演唱者詮釋片頭曲和片尾曲來增加動畫作品的完成度和統一感。
片頭曲〈紅蓮華〉（第1話、第26話為片尾曲、第2話－第25話），由LiSA負責作詞，草野華余子負責作曲，江口亮負責編曲紅蓮華是一朵盛開在水面上的紅色蓮花，在寒冷的皮膚上綻放的紅蓮地獄。是LiSA讀過原作漫畫後，將作品世界觀融入歌曲中創作歌詞，歌詞包含了對炭治郎面對著應該保護東西而變強的思念，而電視動畫版的歌詞與原版之間有一句不同，原版中的（悲傷啊 謝謝你），在動畫片頭換成（一次又一次站起來），LiSA解釋原版歌詞代表炭治郎經歷一番成長後的故事，若然在第一話（一家遭遇不幸後）的片尾就播出謝謝悲傷，反而會令觀眾感到奇怪。片尾曲〈from the edge〉（第2話－第18話、第20話－第25話），是梶浦由記提供音樂，是以FictionJunction為名義與LiSA合作演唱。
第19話的插曲〈竈門炭治郎之歌〉（日語：竈門炭治郎のうた），是ufotable負責作詞，椎名豪負責作曲、編曲，並與中川奈美合作演唱。

## 配音

### 日語
日語方面，為主角竈門炭治郎配音的是花江夏樹，花江在試音合格後得感受既驚訝又高興，能夠演繹原作台詞，自己是相當開心，演譯炭治郎的處境相當困難，但是對比壓力，能夠演繹炭治郎的喜悅更大。為竈門禰豆子配音的是鬼頭明里，鬼頭在試音演繹禰豆子時，被要求發出「像野獸般聲音」，正式選為禰豆子的聲優後，會有意識的去發出野獸的叫聲和呻吟，而演譯叼著竹枷說話的場景，鬼頭則是一邊咬著自己的手指一邊配音，為了發出這種聲音而做了各種嘗試。

### 台灣國語
台灣中文配音方面，聲音導演由錢欣郁擔任，雖然台灣配音有「一人分飾多角」的問題存在，即使如此參與本作的配音員20多位，但也引起一定的迴響，其中替我妻善逸的台灣配音員江志倫的表現也收穫不輸員原版配音的評價。
在東森電影台首播完後，同年3月1日起陸續於台灣各網路平台上架。之後還陸續舉辦中文配音員簽名會、見面會等活動。

### 香港粵語
粵語配音方面，在香港網絡平台Viu上架之後，引起了一定的迴響，憑着翻譯、用人、感情處理都可以媲美無綫電視粵語配音的表現，加上不需受制於香港電視娛樂旗下ViuTV惡名昭彰的動畫尺度規管而廣受好評。而且，今次參加配音的粵語配音員多達60多個，數量以自由身配音來說，已是極多。類似台灣的「一人分飾多角」情況亦幾乎完全沒有出現，絕大部份配音員都只需專注一個角色。這令不少人認為近年不斷衰落的香港粵語配音業有機會憑本作再現轉機，不少人亦覺得，原本無綫電視在粵語配音的超然地位，今次終受到難得一遇的挑戰。不過此挑戰及後卻無以為繼，由於無綫再次重視配音及其慣性收視的影響相當嚴重，動畫《龍珠超》及《屁屁偵探》等曾於無綫播放的同系列外購節目似乎未能在Viu及Hmvod等OTT平台承接既有觀眾支持，為粵語配音市場帶來一定隱憂。而及後無綫電視J2台也會播出《鬼滅之刃》，迎來兩個配音版本有史以來最大的競爭。
於香港無綫電視J2台播出的粵語配音版本，事前以香港地區觀眾參與投票的「《聲之呼吸》J2《鬼滅之刃 竈門炭治郎 立志篇》聲優選拔企劃」為動畫其中8位主角選擇配音員，候選配音員皆為無綫電視粵語配音組合約配音員。投票活動於2021年9月13日早上6時至2021年9月20日深夜11時59分舉行，觀眾在指定時段每天可投票一次。據J2「呢鋪開細」記者會直播內容，投票活動共有約三萬五千名觀眾參與。
| 角色名稱   | 候選配音員                              |
| ---------- | --------------------------------------- |
| 竈門炭治郎 | 李凱傑、曹啟謙（得票率為41.1%）、李致林 |
| 竈門禰豆子 | 凌晞、 成瑤孆（得票率為45.2%）、陳皓宜  |
| 我妻善逸   | 黃積權、李凱傑、陳灝瑋（得票率為44.4%） |
| 嘴平伊之助 | 關令翹、黃啟昌（得票率為41.1%）、張方正 |
| 富岡義勇   | 李致林（得票率為43.1%）、梁偉德、李鎮然 |
| 胡蝶忍     | 黃昕瑜（得票率為48.6%）、詹健兒、張頌欣 |
| 產屋敷耀哉 | 雷霆（得票率為50.5%）、陳卓智、翟耀輝   |
| 鬼舞辻無慘 | 蘇強文（得票率為50.3%）、梁偉德、雷霆   |

惟其後網上有消息傳出從電視動畫版《無限列車篇》開始，需要統一粵語配音陣容在不同平台播放（俗稱「通版」），不能再由各個平台自行配音，隨後該消息被證實。
2021年11月18日，電視動畫版《無限列車篇》「通版」粵語配音正式在各個平台陸續播放，有同好認為該「通版」的配音質素水平明顯不如《竈門炭治郎 立志篇》（不論是黃Viu版本還是TVB版本），隨後亦因此引發了同好們對該動畫的授權代理商木棉花國際的「聲討」，要求木棉花國際作出詳細回應與解釋，亦有同好嘗試寫信到日本製作方，希望日本製作方就此事能夠有所作為，但均未果。

## 播放與發行
在日本國內播出方面，該作從2019年4月至9月於TOKYO MX、栃木電視台、群馬電視台及BS11等電視台首播，系列第一季全26集，最終集於9月28日播出，內容改編自原作前7卷。網路播放方面，日本國內由AbemaTV等網站於4月至9月播出；海外方面，中國大陸亦有哔哩哔哩等影片網站購入著作權，台灣則由巴哈姆特動畫瘋等影片網站購入著作權，香港方面由Viu影片網站購入網絡平台播放權。地面免費電視平台播放權由無綫電視購入，並安排於J2播放，因此無綫只能提供7天限時點播重溫。
在日本海外播出方面，美國於2019年10月12日至2020年4月25日，在卡通頻道播放英語配音版。台灣於2020年2月1日至2月29日首播，在東森電影台播放台灣中文配音版（由木棉花國際和意妍堂製作），同年3月1日起於台灣各網路平台上架國語配音版，巴哈姆特動畫瘋於3月18日上架，為該平台第一部上架的雙語作品，愛爾達綜合台(MOD)於2020年7月6日至7月22日播映。跨國線上影音平台Netflix則自2020年4月30日起上架動畫第一季。中國大陸於2020年8月7日宣布由哔哩哔哩配音制作中國大陸普通话配音版，在2020年10月2日於哔哩哔哩開播。香港於2021年1月11日宣布即將於Viu上架粵語配音版，之後在1月29日宣布將於2月8日全集上架，成為首套在Viu提供粵語配音的首播動畫。而在地面免費電視平台方面，無綫電視宣佈將於2021年11月1日起逢星期一至五晚上23點30分在J2台播出本作的原裝足本版本，按香港通訊事務管理局指引，該動畫大部分集數（第3、14-15、17-18、22-25集為「PG家長指引」）列為「M成年觀眾」類別。

### 各集列表
| 集數               | 日文標題   | 中文標題        | 分鏡               | 演出               | 作畫監督                                                                    | 美術監督   | 日本首播日期  | 改編原著   |
| 兄妹之絆篇         | 兄妹之絆篇 | 兄妹之絆篇      | 兄妹之絆篇         | 兄妹之絆篇         | 兄妹之絆篇                                                                  | 兄妹之絆篇 | 兄妹之絆篇    | 兄妹之絆篇 |
| ------------------ | ---------- | --------------- | ------------------ | ------------------ | --------------------------------------------------------------------------- | ---------- | ------------- | ---------- |
| 第一話             |            | 殘酷            | 外崎春雄           | 外崎春雄           | 松島晃、鹽島由佳                                                            | 衛藤功二   | 2019年 4月6日 | 第1卷      |
| 第二話             |            | 培育者 鱗瀧左近 | 外崎春雄           | 外崎春雄           | 鬼澤佳代、秋山幸兒                                                          | 矢中勝     | 4月13日       | 第1卷      |
| 第三話             |            | 錆兔與真菰      | 外崎春雄           | 下村晋矢           | 竹内由香里                                                                  | 矢中勝     | 4月20日       | 第1卷      |
| 第四話             |            | 最終選拔        | 白井俊行           | 下村晋矢           | 鬼澤佳代、遠藤花織 松島晃                                                   | 矢中勝     | 4月27日       | 第1卷      |
| 第五話             |            | 自己的          | 原隆史             | 原隆史             | 竹内由香里、秋山幸兒 茂木貴之、三宅舞子 田中敦士、島袋 浦田                 | 矢中勝     | 5月4日        | 第2卷      |
| 淺草篇             |            |                 |                    |                    |                                                                             |            |               |            |
| 第六話             |            | 帶著鬼的劍士    | 南野純一           | 南野純一           | 竹内由香里、鬼澤佳代 浦田                                                   | 矢中勝     | 5月11日       | 第2卷      |
| 第七話             |            | 鬼舞辻無慘      | 竹内將             | 間島崇寬 竹内將    | 鬼澤佳代、遠藤花織 橋本淳稔、松島晃                                         | 矢中勝     | 5月18日       | 第2卷      |
| 第八話             |            |                 | 外崎春雄           | 細川               | 松島晃                                                                      | 矢中勝     | 5月25日       | 第2卷      |
| 第九話             |            | 手鬼            | 外崎春雄           | 下村晋矢           | 緒方美枝子、田中敦士 鹽島由佳、浦田 藤原将吾                                | 矢中勝     | 6月1日        | 第2、3卷   |
| 第十話             |            | 在一起          | 川尻善昭           | 伊藤祐毅           | 秋山幸兒、浦田 鹽島由佳、田中敦士 緒方美枝子                                | 矢中勝     | 6月8日        | 第3卷      |
| 鼓之宅院篇         |            |                 |                    |                    |                                                                             |            |               |            |
| 第十一話           |            | 鼓之宅          | 白井俊行           | 宮原秀二           | 遠藤花織、鬼澤佳代 永森雅人、河村郁美 藤原將吾                              | 樺澤侑里   | 6月15日       | 第3卷      |
| 第十二話           |            |                 | 竹內將             | 竹內將             | 佐藤哲人、小笠原篤 三宅舞子、浦田                                           | 矢中勝     | 6月22日       | 第3卷      |
| 第十三話           |            | 比              | 外崎春雄           | 柴田裕介           | 瀧口禎一、秋山幸兒 緒方美枝子、 河村郁美                                    | 矢中勝     | 6月29日       | 第3、4卷   |
| 第十四話           |            | 紫藤花家紋家    | 外崎春雄           | 外崎春雄 宮原秀二  | 永森雅人、鬼澤佳代 遠藤花織、河村郁美 菊池美花                              | 樺澤侑里   | 7月6日        | 第4卷      |
| 那田蜘蛛山篇       |            |                 |                    |                    |                                                                             |            |               |            |
| 第十五話           |            | 那田蜘蛛山      | 伊藤祐毅           | 伊藤祐毅 五味伸介  | 松島晃、佐藤美幸 梶山庸子、菊池美花 島袋、佐藤哲人                          | 矢中勝     | 7月13日       | 第4卷      |
| 第十六話           |            | 讓自己以外的    | 外崎春雄           | 高橋賢             | 緒方美枝子、田中敦士 鹽島由佳、 竹村南、河村郁美                            | 矢中勝     | 7月20日       | 第4卷      |
| 第十七話           |            |                 | 外崎春雄           | 宮原秀二 野中卓也  | 佐藤哲人、小笠原篤 三宅舞子、外崎春雄 松島晃、島袋                          | 矢中勝     | 7月27日       | 第4卷      |
| 第十八話           |            | 虛              | 川尻善昭           | 宇田明彦           | 瀧口禎一、秋山幸兒 竹内由香里、宇田明彦 緒方美枝子、                        | 矢中勝     | 8月3日        | 第5卷      |
| 第十九話           |            | 火              | 白井俊行           | 白井俊行           | 鬼澤佳代、遠藤花織 永森雅人、藤原将吾 白井俊行、河村郁美                    | 矢中勝     | 8月10日       | 第5卷      |
| 第二十話           |            | 拼凑的家人      | 原隆史             | 原隆史             | 佐藤哲人、小笠原篤 三宅舞子、瀧口禎一 河村郁美、藤原将吾 都築萌             | 矢中勝     | 8月17日       | 第5卷      |
| 第二十一話         |            | 違反隊          | 野中卓也 白井俊行  | 野中卓也           | 緒方美枝子、田中敦士 鹽島由佳、河村郁美 都築萌                              | 矢中勝     | 8月24日       | 第5、6卷   |
| 柱合會議・蝴蝶屋篇 |            |                 |                    |                    |                                                                             |            |               |            |
| 第二十二話         |            | 主公大人        | 原隆史             | 伊藤祐毅           | 遠藤花織、永森雅人 藤原将吾、宇田明彦 都築萌                                | 矢中勝     | 8月31日       | 第6卷      |
| 第二十三話         |            | 柱合會議        | 原隆史             | 高橋賢             | 佐藤哲人、小笠原篤 三宅舞子、瀧口禎一 宇田明彦、河村郁美 都築萌             | 矢中勝     | 9月7日        | 第6卷      |
| 第二十四話         |            | 機能復訓練      | 外崎春雄 宇田明彦  | 宮原秀二 宇田明彦  | 田中敦士、緒方美枝子 鹽島由佳、外崎春雄 松島晃                              | 矢中勝     | 9月14日       | 第6卷      |
| 第二十五話         |            | 繼              | 下村晋矢           | 下村晋矢           | 永森雅人、秋山幸兒 遠藤花織、藤原将吾 田中敦士、橋本淳稔                    | 矢中勝     | 9月21日       | 第6、7卷   |
| 第二十六話         |            | 全新的任務      | 外崎春雄、寺尾優一 | 外崎春雄、寺尾優一 | 松島晃、緒方美枝子 佐藤哲人、三宅舞子 瀧口禎一、鹽島由佳 小笠原篤、外崎春雄 | 矢中勝     | 9月28日       | 第6、7卷   |

### 播放平台
台灣巴哈姆特動畫瘋在播出期間內，播放量突破1200萬次，每單集的播放量均突破100萬次，其中第19集的單集播放量則突破200萬次。至2023年3月止，播放量已累計3100萬次。
中國大陸哔哩哔哩在播出期間內，播放量突破2亿次。至2020年9月止，播放量已累計5亿次。
 日本深夜動畫：下文記載的日本国内播放時間使用日本標準時間（UTC+9）表示。因為部分時間标识會採用30小时制，因此請留意这类超过24:00的时间，其實際播放時間為翌日清晨。
| 播放地區 | 播放電視台       | 播放日期                                                                                    | 播放時間（UTC+9）                                                                                 | 所屬聯播網             | 備註                                                                                         |
| 日本國内 | 日本國内         | 日本國内                                                                                    | 日本國内                                                                                          | 日本國内               | 日本國内                                                                                     |
| -------- | ---------------- | ------------------------------------------------------------------------------------------- | ------------------------------------------------------------------------------------------------- | ---------------------- | -------------------------------------------------------------------------------------------- |
| 東京都   | TOKYO MX         | 2019年4月6日－9月28日                                                                       | 星期六 23時30分－24時00分                                                                         | 獨立UHF局              | 不適用                                                                                       |
| 栃木縣   | 栃木電視台       | 2019年4月6日－9月28日                                                                       | 星期六 23時30分－24時00分                                                                         | 獨立UHF局              | 不適用                                                                                       |
| 群馬縣   | 群馬電視台       | 2019年4月6日－9月28日                                                                       | 星期六 23時30分－24時00分                                                                         | 獨立UHF局              | 不適用                                                                                       |
| 日本全國 | BS11             | 2019年4月6日－9月28日                                                                       | 星期六 23時30分－24時00分                                                                         | 衛星電視               | BS播放、ANIME+                                                                               |
| 日本全國 | AT-X             | 2019年4月8日－9月30日                                                                       | 星期一 21時00分－21時30分                                                                         | 衛星電視               | CS播放                                                                                       |
| 近畿地方 | 讀賣電視台       | 2019年4月8日－9月30日                                                                       | 星期一 25時59分－26時29分                                                                         | 日本新聞網             | MANPA第1時段                                                                                 |
| 熊本縣   | 熊本放送         | 2019年4月10日－10月1日                                                                      | 星期三 25時58分－26時28分                                                                         | TBS電視台              | 不適用                                                                                       |
| 廣島縣   | 廣島電視台       | 2019年4月10日－10月1日                                                                      | 星期三 26時09分－26時39分                                                                         | 日本新聞網             | 不適用                                                                                       |
| 福岡縣   | 福岡放送         | 2019年4月10日－10月1日                                                                      | 星期三 26時24分－26時54分                                                                         | 日本新聞網             | 不適用                                                                                       |
| 新潟縣   | 新潟放送         | 2019年4月10日－10月1日                                                                      | 星期三 26時24分－26時54分                                                                         | TBS電視台              | 不適用                                                                                       |
| 中京圈   | 名古屋電視台     | 2019年4月10日－10月1日                                                                      | 星期三 26時29分－26時59分                                                                         | 朝日電視台             | 不適用                                                                                       |
| 高知縣   | 高知SunSun電視台 | 2019年4月11日－10月3日                                                                      | 星期四 25時25分－25時55分                                                                         | 富士電視網             | 不適用                                                                                       |
| 愛媛縣   | 愛媛電視台       | 2019年4月11日－10月3日                                                                      | 星期四 25時30分－26時00分                                                                         | 富士電視網             | 不適用                                                                                       |
| 長野縣   | 長野朝日放送     | 2019年4月11日－10月3日                                                                      | 星期四 25時55分－26時25分                                                                         | 朝日電視台             | 不適用                                                                                       |
| 靜岡縣   | 靜岡放送         | 2019年4月11日－10月3日                                                                      | 星期四 26時03分－26時33分                                                                         | TBS電視台              | 不適用                                                                                       |
| 福島縣   | 福島中央電視台   | 2019年4月11日－10月3日                                                                      | 星期四 26時14分－26時34分                                                                         | 日本新聞網             | 不適用                                                                                       |
| 札幌縣   | 札幌電視台       | 2019年4月11日－10月3日                                                                      | 星期四 26時34分－27時04分                                                                         | 日本新聞網             | 不適用                                                                                       |
| 德島縣   | 四國放送         | 2019年4月12日－10月4日                                                                      | 星期五 25時56分－26時26分                                                                         | 日本新聞網             | 不適用                                                                                       |
| 宮城縣   | 宮城電視台       | 2019年4月12日－10月4日                                                                      | 星期五 25時59分－26時29分                                                                         | 日本新聞網             | 不適用                                                                                       |
| 長崎縣   | 長崎國際電視台   | 2019年4月12日－10月4日                                                                      | 星期五 25時59分－26時29分                                                                         | 日本新聞網             | 不適用                                                                                       |
| 岡山縣   | 岡山放送         | 2019年4月13日－10月5日                                                                      | 星期六 25時50分－26時20分                                                                         | 富士電視網             | 不適用                                                                                       |
| 日本全國 | AbemaTV          | 2019年4月6日－9月28日                                                                       | 星期六 23時30分－24時00分                                                                         | 網路播放               | 不適用                                                                                       |
| 日本全國 | dTV              | 2019年4月8日－9月30日                                                                       | 星期一 23時30分 更新                                                                              | 網路播放               | 不適用                                                                                       |
| 日本全國 | DOCOMO動畫商城   | 2019年4月8日－9月30日                                                                       | 星期一 23時30分 更新                                                                              | 網路播放               | 不適用                                                                                       |
| 日本全國 | 亞馬遜影片       | 2019年4月8日－9月30日                                                                       | 星期一 23時30分 更新                                                                              | 網路播放               | 不適用                                                                                       |
| 日本全國 | FOD              | 2019年4月8日－9月30日                                                                       | 星期一 23時30分 更新                                                                              | 網路播放               | 不適用                                                                                       |
| 日本全國 | 萬代頻道         | 2019年4月8日－9月30日                                                                       | 星期一 23時30分 更新                                                                              | 網路播放               | 不適用                                                                                       |
| 日本全國 | GYAO!            | 2019年4月8日－9月30日                                                                       | 星期一 23時30分 更新                                                                              | 網路播放               | 不適用                                                                                       |
| 日本全國 | Niconico頻道     | 2019年4月8日－9月30日                                                                       | 星期一 23時30分 更新                                                                              | 網路播放               | 不適用                                                                                       |
| 日本全國 | HikariTV         | 2019年4月8日－9月30日                                                                       | 星期一 23時30分 更新                                                                              | 網路播放               | 不適用                                                                                       |
| 日本全國 | Hulu             | 2019年4月8日－9月30日                                                                       | 星期一 23時30分 更新                                                                              | 網路播放               | 不適用                                                                                       |
| 日本全國 | Niconico直播     | 2019年4月8日－9月30日                                                                       | 星期一 23時30分－24時00分                                                                         | 網路播放               | 不適用                                                                                       |
| 日本全國 | J:COM TV         | 2019年4月9日－10月1日                                                                       | 星期二 0時00分 更新                                                                               | 網路播放               | 不適用                                                                                       |
| 日本全國 | VideoPass        | 2019年4月9日－10月1日                                                                       | 星期二 0時00分 更新                                                                               | 網路播放               | 不適用                                                                                       |
| 日本全國 | U-NEXT           | 2019年4月9日－10月1日                                                                       | 星期二 12時00分 更新                                                                              | 網路播放               | 不適用                                                                                       |
| 日本全國 | AnimeHodai       | 2019年4月9日－10月1日                                                                       | 星期二 12時00分 更新                                                                              | 網路播放               | 不適用                                                                                       |
| 日本國外 |                  |                                                                                             |                                                                                                   |                        |                                                                                              |
| 播放地區 | 播放平台         | 播放日期                                                                                    | 播放時間                                                                                          | 所屬聯播網             | 備註                                                                                         |
| 臺灣     | 巴哈姆特動畫瘋   | 2019年4月7日－9月28日                                                                       | 星期日 00時00分 更新                                                                              | 網路播放               | 繁體中文字幕                                                                                 |
| 臺灣     | 愛奇藝           | 2019年4月7日－9月28日                                                                       | 星期日 00時00分 更新                                                                              | 網路播放               | 繁體中文字幕                                                                                 |
| 臺灣     | 哔哩哔哩         | 2019年4月7日－9月28日                                                                       | 星期日 00時00分 更新                                                                              | 網路播放               | 繁體中文字幕                                                                                 |
| 臺灣     | 中華電信MOD      | 2019年4月7日－9月28日                                                                       | 星期日 00時00分 更新                                                                              | 網路播放               | 繁體中文字幕                                                                                 |
| 臺灣     | KKTV             | 2019年4月7日－9月28日                                                                       | 星期日 00時00分 更新                                                                              | 網路播放               | 繁體中文字幕                                                                                 |
| 臺灣     | friDay影音       | 2019年4月7日－9月28日                                                                       | 星期日 00時00分 更新                                                                              | 網路播放               | 繁體中文字幕                                                                                 |
| 臺灣     | Yahoo TV         | 2019年4月7日－9月28日                                                                       | 星期日 00時00分 更新                                                                              | 網路播放               | 繁體中文字幕                                                                                 |
| 臺灣     | LiTV 線上影視    | 2019年4月7日－9月28日                                                                       | 星期日 00時00分 更新                                                                              | 網路播放               | 繁體中文字幕                                                                                 |
| 臺灣     | LINE TV          | 2019年4月7日－9月28日                                                                       | 星期日 00時00分 更新                                                                              | 網路播放               | 繁體中文字幕                                                                                 |
| 臺灣     | MyVideo          | 2019年4月7日－9月28日                                                                       | 星期日 00時00分 更新                                                                              | 網路播放               | 繁體中文字幕                                                                                 |
| 臺灣     | 東森電影台       | 首播：2020年2月1日－2月29日 重播1：2020年8月2日－8月30日 重播2：2020年12月5日－2021年1月9日 | 首播：星期六 21時00分－23時20分 重播1：星期日 21時00分－23時20分 重播2：星期六 21時00分－23時20分 | 有線電視               | 台灣國語配音播出 首播、重播1：連播五集（最後一週連播六集） 重播2：連播四集（前兩週連播五集） |
| 臺灣     | 東森電影台       | 首播：2021年5月22日                                                                         | 首播：星期六 21時00分－23時20分                                                                   | 有線電視               | 台灣國語配音日文雙語播出特別篇三部曲 兄妹之絆篇                                              |
| 臺灣     | 東森電影台       | 首播：2021年5月29日                                                                         | 首播：星期六 21時00分－23時20分                                                                   | 有線電視               | 台灣國語配音日文雙語播出特別篇三部曲 那田蜘蛛山篇                                            |
| 臺灣     | 東森電影台       | 首播：2021年6月5日                                                                          | 首播：星期六 21時00分－23時20分                                                                   | 有線電視               | 台灣國語配音日文雙語播出特別篇三部曲 柱合會議蝶屋敷篇                                        |
| 臺灣     | 愛爾達綜合台     | 首播：2020年7月6日－7月22日 重播：2020年10月24日－11月15日                                  | 首播：星期一至五 21時00分－22時00分 重播：星期六、日 00時、08時、22時                             | 寬頻電視 (中華電信MOD) | 國日語雙語播出                                                                               |
| 中國大陸 | 哔哩哔哩         | 2020年10月2日－12月20日                                                                     | 星期六、日 00時00分更新                                                                           | 網路播放               | 中國大陸普通话配音播出                                                                       |
| 中國大陸 | 哔哩哔哩         | 2022年2月14日 - 3月11日                                                                     | 每日 18時00分更新                                                                                 | 網路播放               | 無綫電視粵語配音版本                                                                         |
| 中國大陸 | 哔哩哔哩         | 2019年4月7日－9月28日                                                                       | 星期日 00時00分 更新                                                                              | 網路播放               | 簡體中文字幕                                                                                 |
| 香港     | Viu              | 2019年4月7日－9月28日                                                                       | 星期日 00時00分 更新                                                                              | 網路播放               | 繁體中文字幕                                                                                 |
| 香港     | Viu              | 2021年2月8日                                                                                | 星期一 12時00分 全套上架                                                                          | 網路播放               | 粵語配音版                                                                                   |
| 香港     | J2               | 2021年11月1日－12月6日                                                                      | 星期一至五23時30分-00時00分                                                                       | 地面電視               | 粵日雙語                                                                                     |
| 美國     | Crunchyroll      | 2019年4月7日－9月28日                                                                       | 星期日 00時00分 更新                                                                              | 網路播放               | 英文字幕                                                                                     |
| 美國     | Hulu             | 2019年4月7日－9月28日                                                                       | 星期日 00時00分 更新                                                                              | 網路播放               | 英文字幕                                                                                     |
| 美國     | Funimation       | 2019年4月7日－9月28日                                                                       | 星期日 00時00分 更新                                                                              | 網路播放               | 英文字幕                                                                                     |
| 美國     | 卡通頻道         | 2019年10月12日－2020年4月25日                                                               | 星期六                                                                                            | 有線電視               | 英語配音播出                                                                                 |
| 東南亞   | Netflix          | 2020年4月30日起                                                                             | 不適用                                                                                            | 網路播放               | 日語原音、中文配音播出 多語言字幕                                                            |

| J2 星期一至五 23:30-00:00 節目                             | J2 星期一至五 23:30-00:00 節目                        | J2 星期一至五 23:30-00:00 節目 |
| ---------------------------------------------------------- | ----------------------------------------------------- | ------------------------------ |
|                                                            | 鬼滅之刃 竈門炭治郎 立志篇 （2021年11月1日－12月6日） |                                |
| 工作細胞 （星期一至日） （2021年10月18日－2021年10月31日） | 鬼滅之刃 無限列車篇 (2021年12月7日－2022年1月6日)     |                                |
| J2 星期日 24:20-25:20 節目                                 |                                                       |                                |
| —                                                          | 鬼滅之刃 竈門炭治郎 立志篇 （2024年1月7日－3月31日）  | —                              |

| 東森電影台 星期六 21:00 - 0:00 節目 | 東森電影台 星期六 21:00 - 0:00 節目                         | 東森電影台 星期六 21:00 - 0:00 節目 |
| ----------------------------------- | ----------------------------------------------------------- | ----------------------------------- |
|                                     | 鬼滅之刃 竈門炭治郎 立志篇 （2022年4月23日－2022年5月28日） |                                     |
| 七罪追緝令 （2022年4月16日）        | 鬼滅之刃 遊郭篇 （2022年6月4日-）                           |                                     |

### 影音商品
| 卷數 | 發售日期       | 收錄話數       | 規格編號      | 規格編號      |
| 卷數 | 發售日期       | 收錄話數       | BD限定版      | DVD限定版     |
| 日本 | 日本           | 日本           | 日本          | 日本          |
| ---- | -------------- | -------------- | ------------- | ------------- |
| 01   | 2019年7月31日  | 第1話、第2話   | ANZX-14771/2  | ANZB-14771/2  |
| 02   | 2019年8月28日  | 第3話－第5話   | ANZX-14773/4  | ANZB-14773/4  |
| 03   | 2019年9月25日  | 第6話、第7話   | ANZX-14775/6  | ANZB-14775/6  |
| 04   | 2019年10月30日 | 第8話－第10話  | ANZX-14777/8  | ANZB-14777/8  |
| 05   | 2019年11月27日 | 第11話、第12話 | ANZX-14779/80 | ANZB-14779/80 |
| 06   | 2019年12月25日 | 第13話、第14話 | ANZX-14781/2  | ANZB-14781/2  |
| 07   | 2020年1月29日  | 第15話－第17話 | ANZX-14783/4  | ANZB-14783/4  |
| 08   | 2020年2月26日  | 第18話、第19話 | ANZX-14785/6  | ANZB-14785/6  |
| 09   | 2020年3月25日  | 第20話、第21話 | ANZX-14787/8  | ANZB-14787/8  |
| 10   | 2020年5月27日  | 第22話－第24話 | ANZX-14789/90 | ANZB-14789/90 |
| 11   | 2020年6月24日  | 第25話、第26話 | ANZX-14791/2  | ANZB-14791/2  |
| 台灣 |                |                |               |               |
| 上   | 2020年12月1日  | 第1話－第14話  | AA5J40120B01  | AA4J40120B01  |
| 下   | 2021年2月1日   | 第15話－第26話 | AA5J40120C04  | AA4J40120C02  |

## 備註
1. 1 2  在片尾聲優表的角色名列為「隱」。
2. ↑  在片尾聲優表的角色名列為「引導者·黑髮」。
3. ↑  在片尾聲優表的角色名列為「引導者·白髮」。
4. 1 2  在片尾聲優表的角色名列為「白髮」。
5. ↑  在片尾聲優表的角色名列為「善逸的師父」。
6. ↑  在片尾聲優表的角色名列為「善逸的師兄」。
7. ↑  在片尾聲優表的角色名列為「下弦之壹」。
8. ↑  在片尾聲優表的角色名列為「下弦之貳」。
9. ↑  在片尾聲優表的角色名列為「下弦之參」。
10. ↑  在片尾聲優表的角色名列為「下弦之肆」。
11. ↑  在片尾聲優表的角色名列為「下弦之陸」。
12. ↑  在片尾聲優表的角色名列為「神秘女性」。
13. ↑  在片尾聲優表的角色名列為「鎹鴉」。
14. ↑  在片尾聲優表的角色名列為「啾太郎」。
15. ↑  以日語原聲版在日本首播日期為準
16. TVB版標題為「培育師 鱗瀧左近次」。
17. TVB版標題為「自己的鋼鐵」。
18. TVB版標題為「野豬露獠牙 善逸沉睡去」。
19. 國語版標題為「比生命更重要的東西」。
20. TVB版標題為「比生命更重要的東西」。
21. TVB版標題為「專精一事 練到極致」。
22. 國語版標題為「偽造的羈絆」。
23. TVB版標題為「虛假的親情」。
24. TVB版標題為「火神」。
25. TVB版標題為「違反隊規」。
26. 國語版第24話片尾下集預告為「繼子 栗花落香奈乎」；第25話標題為「繼子栗花香奈乎」。
27. TVB版標題為「繼子 栗花落香奈乎」。
28. ↑  12月9日起逢星期四

## 外部連結
- 《鬼滅之刃》亞洲授權官方網站（中文）
- 《鬼滅之刃》電視動畫官方網站（日語）